# سقوط (فلم 2022)
سقوط (بالإنجليزية: Fall) هو فيلم بقاء فيلم إثارة من إخراج سكوت مان وشارك في كتابته عام 2022. جوناثان فرانك. بطولة جريس كارولين كوري، فيرجينيا جاردنر، ماسون جودينج وجيفري دين مورغان، قصة الفيلم حول فتاتين تتسلقان برج ارسال شبكة هاتف وتلفاز طوله 2,000-قدم-tall (610 م) . صدر الفيلم في 12 أغسطس 2022.
تم إصداره في الولايات المتحدة بواسطة أفلام ليونزغيت. حقق نجاح كبير في شباك التذاكر، حيث حقق إجمالي 21 مليون دولار في جميع أنحاء العالم مقابل ميزانية قدرها 3 ملايين دولار. نجاح الصيف وتلقى مراجعات إيجابية بشكل عام، حيث أشاد النقاد بتشويقه وأجواءه وتصويره السينمائي وتأثيراته العملية، الموسيقى التصويرية واتجاه مان وأداء كاري وغاردنر، لكنه انتقد السيناريو والوتيرة.

## القصة
تتسلق الصديقتان المفضلان بيكي وهنتر الجبل مع زوج بيكي دان، الذي فقد توازنه وسقط حتى وفاته. بعد مرور عام، توقفت بيكي عن التسلق وأصبحت منعزلة مدمنة على الكحول وتفكر في الانتحار. لقد أبعدت نفسها عن والدها جيمس لأنه لم يوافق على علاقتها مع دان. قبل الذكرى السنوية لوفاة دان مباشرة، دعا هانتر بيكي لتسلق برج التلفزيون B-67 الذي خرج من الخدمة والذي يبلغ ارتفاعه 2,000-قدم (610 م) في الصحراء قبل أن يتم هدمه في الشتاء التالي. تخبر هانتر بيكي أنها تستطيع نثر رماد دان من الأعلى كشكل من أشكال الشفاء. ترفض بيكي الخائفة في البداية قبل القبول، على أمل تجاوز وفاة دان أخيرًا.
في اليوم التالي، وصل هانتر وبيكي ونجحا في تسلق سلم شديد التآكل إلى منصة صغيرة في أعلى البرج، حيث تنثر بيكي رماد دان. ومع ذلك، عندما يبدأ الاثنان في الهبوط، ينكسر السلم، مما يؤدي إلى تقطع السبل بهما على بعد عدة مئات من الأقدام فوق القسم السليم التالي وما يقرب من ألفي قدم فوق سطح الأرض. علاوة على ذلك، سقطت حقيبة الظهر التي تحتوي على الماء وطائرة صغيرة بدون طيار على طبق اتصالات، بعيدًا عن متناول حبلهم.
على الرغم من الموقع البعيد، كان هانتر واثقًا في البداية من أن خدمات الطوارئ ستلاحظ تحطم السلم، لكن المساعدة لا تصل أبدًا. يحاولون استخدام هواتفهم المحمولة، لكنهم يجدون أن التداخل اللاسلكي من طبق الاتصالات يمنع الإشارة. تحاول هانتر إرسال رسالة طلبًا للمساعدة عن طريق تعبئة هاتفها في أحد حذائها وإسقاطه خارج نطاق التداخل، ولكن يتم تدمير الهاتف عند اصطدامه بالأرض قبل أن يتم إرسال الرسالة.
لاحظ المتسلقتان لاحقًا وجود رجلين يخيمانان في عربة سكن متنقلة قريبة ولفت انتباههما بمسدس مضيئة تم العثور عليه في صندوق الطوارئ على المنصة. يرى الرجال ذلك، لكن بدلاً من مساعدتهم، قاموا بسرقة سيارة هانتر وانطلقوا بها.
مع حلول الليل، لاحظت بيكي وجود وشم على كاحل هانتر: "1-4-3"، وهو رمز رقمي استخدمه دان ليخبر بيكي أنه يحبها. تعترف هانتر وهي تبكي بعلاقة غرامية استمرت أربعة أشهر وانتهت قبل وقت قصير من زفاف بيكي ودان، لكن بيكي لم تتأثر باعتذاراتها. في اليوم التالي، كتكفير عن الذنب، تتسلق هانتر لاستعادة حقيبة الظهر لكنها كادت أن تسقط حتى وفاتها. لقد أصابت يديها في هذه العملية، لكنها نجحت في ربط الحبل بالحقيبة، وتستخدم بيكي كل قوتها المتبقية لسحب كل من هانتر وحقيبة الظهر للأعلى. تستخدم بيكي ضوء التحذير الخاص بإضاءة عوائق الطيران في البرج لشحن الطائرة بدون طيار وإرسالها إلى فندق قريب على بعد بضعة أميال مع رسالة مكتوبة طلبًا للمساعدة، لكن صدمتها شاحنة ودمرتها أثناء طيرانها فوق الطريق.
في الليل، تشعر بيكي بالهذيان بسبب نقص الطعام والماء، ولكن في لحظة وجيزة، عندما طلبت من هانتر حذاءها الآخر لتغطيه بهاتفها بداخله، أدركت بيكي أن هانتر قد سقط بالفعل على أحد أطباق الاتصال عندما استعاد حقيبة الظهر وماتت؛ كانت بيكي تهلوس بوجودها منذ ذلك الحين. في اليوم التالي، استيقظت بيكي على نسر يقضم ساقها الجريحة فتقوم بقتله وتناول البعض من لحمه من اجل الطاقة لتنقذ نفسها. استعادت بيكي قوتها جزئيًا، وتسلقت إلى الطبق الذي يرقد فيه جسد هانتر وكتبت رسالة نصية إلى والدها. ثم تضع الهاتف في حذاء هانتر للحماية، وتدفعه في فتحة في بطن الجثة (التي تنتجت من اكل النسور لها)، وتدفعه خارج البرج. يخفف جسد هانتر من التأثير وتنتقل الرسالة. يقوم والد بيكي بتنبيه خدمات الطوارئ التي تهرع بعد ذلك إلى البرج. تم إنقاذها ولم شملها مع والدها.

## الشخصيات
- غريس فولتون بدور بيكي كونور
- فيرجينيا غاردنر بدور شيلوا هنتر
- ميسون غودينغ بدور دان كونور
- جيفري دين مورغان بدور جيمس كونور

## مستقبل الفيلم
بعد شعبية إصدار الفيلم على نتفليكس، أُعلن عن وجود تكملة قيد التطوير في مارس 2023. في أكتوبر 2023، تم الكشف عن وجود سلسلتين قيد التطوير بشكل متزامن، بينما نظرت الاستوديوهات المرتبطة إلى فيلم سقوط باعتباره امتيازًا. سيعمل سكوت مان كمنتج في كلا الفيلمين، بينما سيعمل أيضًا ككاتب مشارك ومخرج للفيلم الثالث. سيتضمن التتابعان شخصيات عائدة من الفيلم الأولىوطاقم دعم جديد أيضًا. وسيعمل مارك لين وجيمس هاريس وكريستيان ميركوري وديفيد هارينج كمنتجين إضافيين. ستكون المشاريع عبارة عن مشاريع إنتاجية مشتركة بين تي شوب برودكشن وشركة فلوليس للإنتاج. وكابستون بيكتشرز. ومن المقرر أن يبدأ التصوير الرئيسي للفيلم الثاني في يونيو 2024.
بحلول مايو 2024، تم الإعلان عن بيتر ومايكل سبيريج كمخرجين مشاركين للفيلم التكميلي الأول، من نص شارك في تأليفه سكوت مان وجوناثان فرانك؛ بينما سيعمل مارك لين وجيمس هاريس وكريستيان ميركوري وديفيد هارينج وسكوت مان كمنتجين. سيتم كتابة / إخراج الدفعة الثالثة بواسطة مان بعد ذلك.

## روابط خارجية
- مقالات تستعمل روابط فنية بلا صلة مع ويكي بيانات